# Simon Clicquot-Blervache
Pour les articles homonymes, voir Clicquot.
Simon Clicquot de Blervache, dit aussi Simon Clicquot-Blervache, né à Reims le 7 mai 1723 et mort à Écueil le 31 juillet 1796, est un économiste français.

## Biographie
Procureur syndic de Reims en 1760, il reçut des prix de l'Académie d'Amiens en 1755 et suivantes. Il fut inspecteur général des manufactures et du commerce de 1765 à 1790. Il se préoccupa de l’amélioration des laines en Champagne et projeta également la navigation de la Vesle. Fils de Victor Clicquot et d’Elisabeth Blervache, il épousa Anne Alexandrine Françoise de Méat, veuve de Simon Cornut de la Fontaine de Coincy.
Il fut anobli en 1765 et reçu dans l’ordre de Saint-Michel lors de l'inauguration de la statue du roi sur la place de Reims. Membre honoraire de l’Académie d’Amiens en 1778, membre correspondant de la Société d'agriculture de Paris en 1788. Retiré au château de Bélois près d'Écueil. Il a parfois écrit sous le nom de plume de « Delisle » et « un Savoyard ».

## Publications
- Dissertation sur les effets que produit le taux de l'interest de l'argent sur le commerce et l'agriculture, 1755
- Dissertation sur l'état du commerce en France, depuis Hugues Capet jusqu'à François I, 1756
- Le Réformateur, 2 vol., 1756
- Considérations sur le commerce, et en particulier sur les compagnies, sociétés et maitrises, 1758
- Essai sur les moyens d'améliorer en France la condition des laboureurs, des journaliers, des hommes de peine vivant dans les campagnes et celle de leurs femmes et de leurs enfants, 1789 Texte en ligne
- Mémoire sur l'état du commerce intérieur et extérieur de la France depuis la première croisade jusqu'au règne de Louis XII, 1790

## Sources
- Jean-Yves Sureau, Les Rues de Reims, mémoire de la ville, Reims, 2002.
- « Notice sur la vie et les ouvrages de Feu M. Clicquot-Blervache », Magasin encyclopédique, 1796, t. 4, No 13 et 15.
- Acte de baptême https://archives.marne.fr/ark:/86869/n4lrsvwbt07g/cdd72134-4216-4e92-b809-2e4b7d5e5b5f